# Дворецький Сергій Олександрович
Сергій Олександрович Дворецький (22 червня 1932, Ленінград — 2012) — радянський і український актор. Член Національної спілки кінематографістів України.
Народився 22 червня 1932 року у Ленінграді в родині службовця. Закінчив акторський факультет Ленінградського театрального інституту імені О. Островського.
Помер 2012 року.

## Фільмографія
- «Незакінчена повість» (1955, Сергій Виноградов)
- «Михайло Ломоносов» (1955, Дементьєв)
- «300 років тому…» (1956, Андрій Журба)
- «Поет» (1956, Микола Тарасов)
- «Пастух» (1957, Григорій Фролов)
- «Коли починається юність» (1959, Іван Соколенко)
- «Спадкоємці» (1960, Юрко)
- «Радість моя» (1962, епіз.)
- «Місто — одна вулиця» (1964, Юрко)
- «Дочка Стратіона» (розвідник)
- «Хочу вірити» (1965, епіз.)
- «Тетянин день» (1967, робітник)
- «Яблука сорок першого року» (1969)
- «Назвіть ураган „Марією“» (1970)
- «Дванадцять місяців» (1972)
- «Приваловські мільйони» (1972, лакей)
- «Право на любов» (1977)
- «Бунтівний „Оріон“» (1978)
- «Незручна людина» (1978)
- «Дударики» (1979)
- «Школа (фільм» (1980)
- «Колесо історії» (1981, Маркевич) та ін.

Також знявся у стрічках:
- «Це необхідно республіці» (Фролов)
- «Остання ніч у раю» (танкіст)